# مقاطعة زالا
زالا (بالمجرية: Zala megye) هي مقاطعة إدارية في المجر. أنها تقع في جنوب غرب المجر. اسم المقاطعة يأتي من نهر زالا. أنها تقع على الحدود مع كرواتيا وسلوفينية, وتُشارك حدودها مع المقاطعات المجرية فاس، فسبرم, وشومود. عاصمة زالا هي زالائغرشغ. مساحتها تُعادل 3784 كم مربع. بحيرة باتالون تُشكل جزء من المقاطعة.

## تاريخ

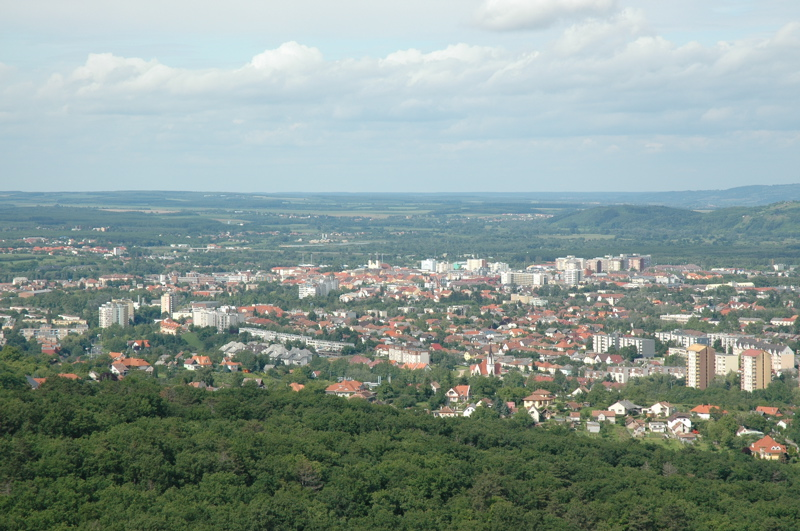
زالائغرشغ

في وقت ما فإن جزء من مقاطعة زالا السابقة أصبحت في سلوفينية (بريكمورية-الجنوبية). في سنة 1919 الدولة بريكمورية غير المعترف بها، التي كانت موجودة لفقد ستة أيام، كانت هناك.

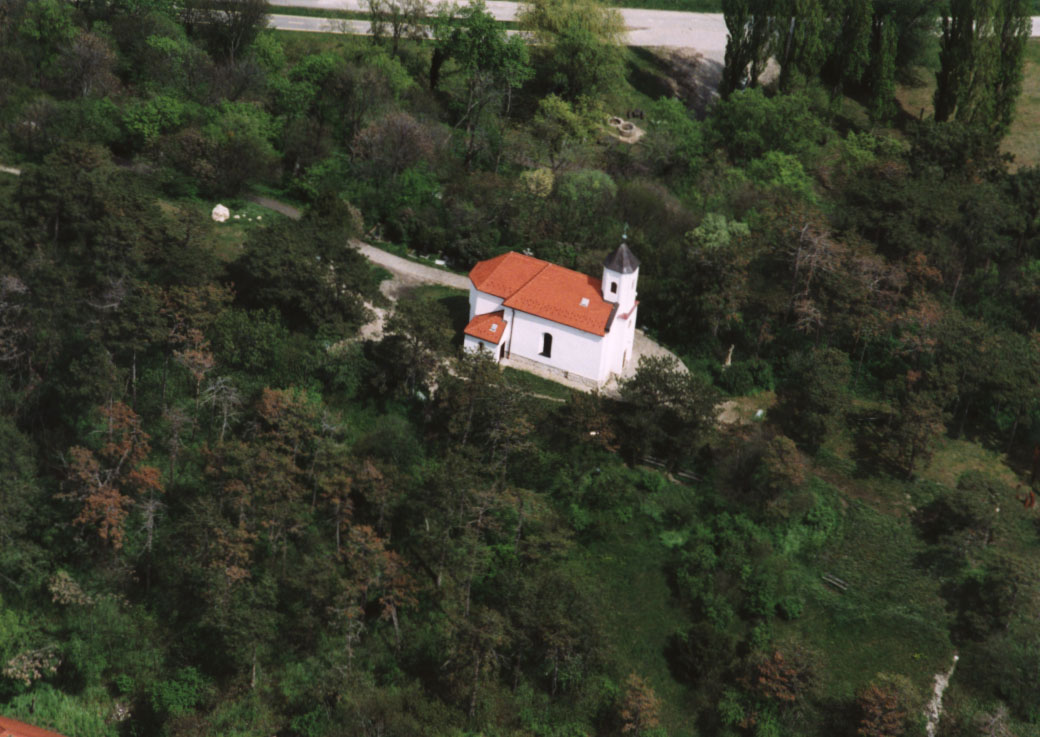
كنيسة
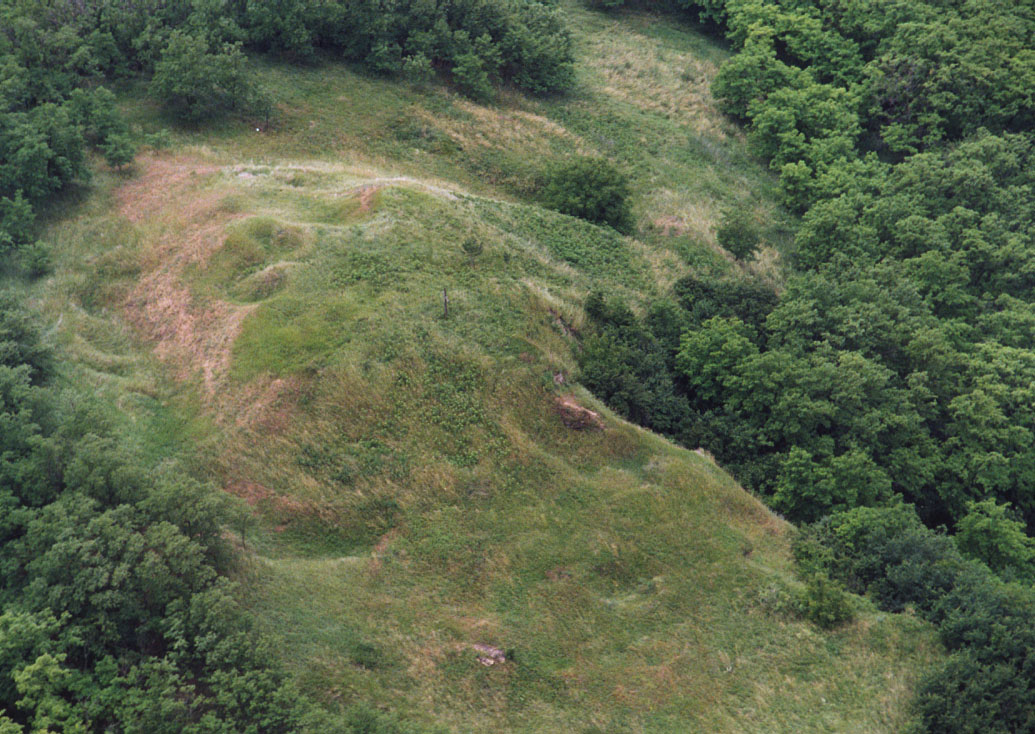
قلعة من فوق
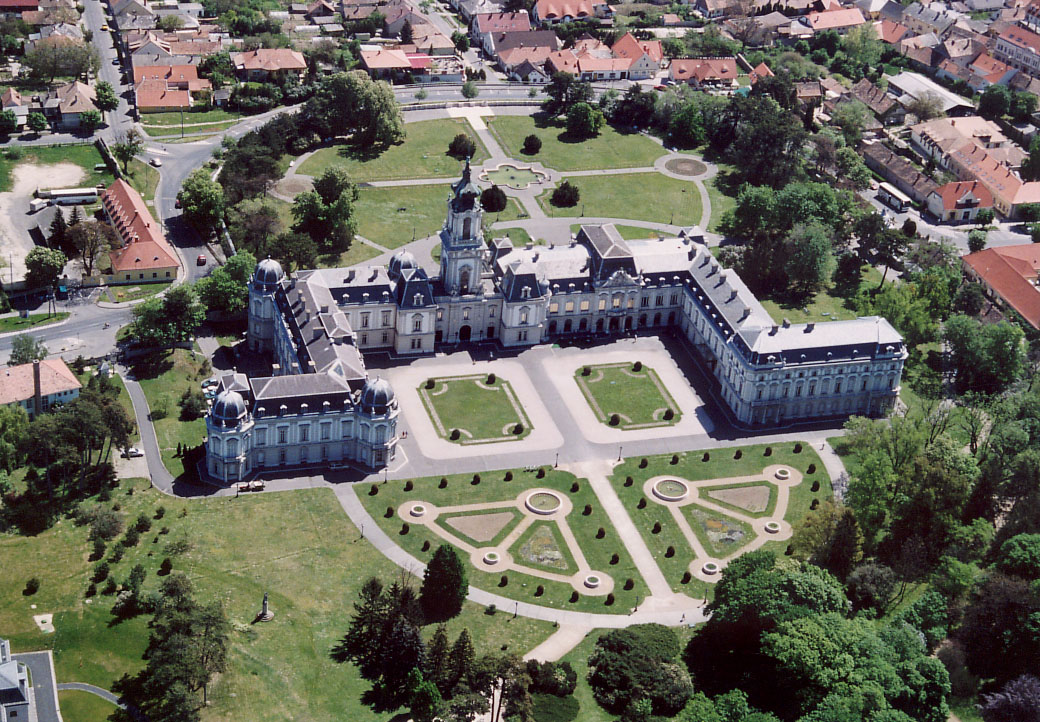
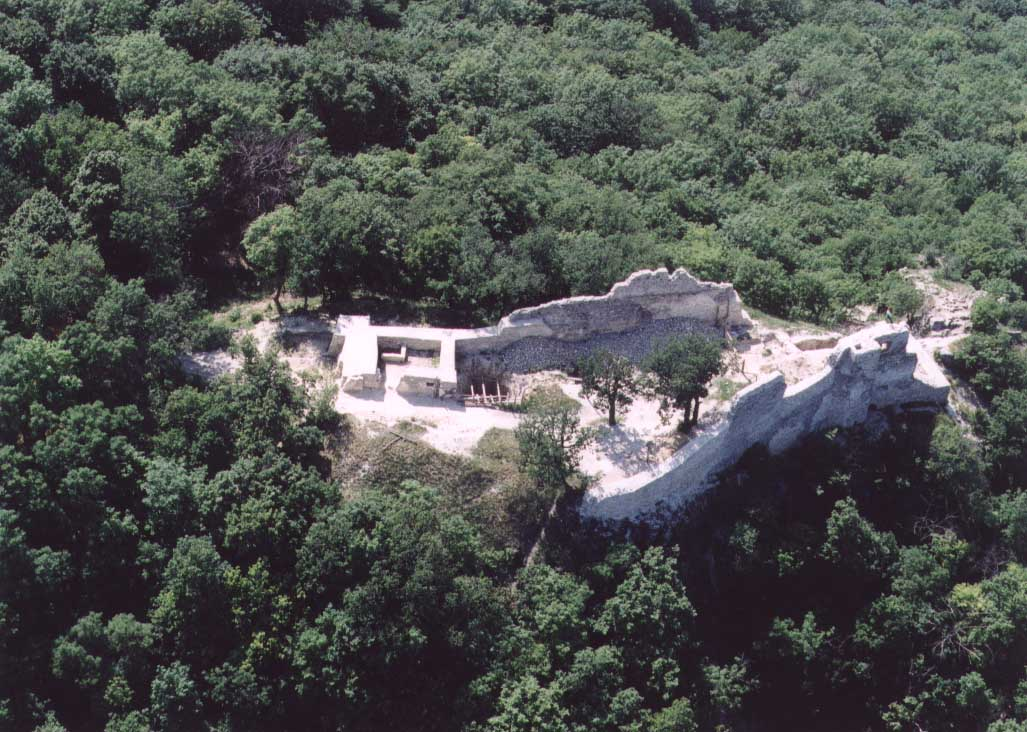
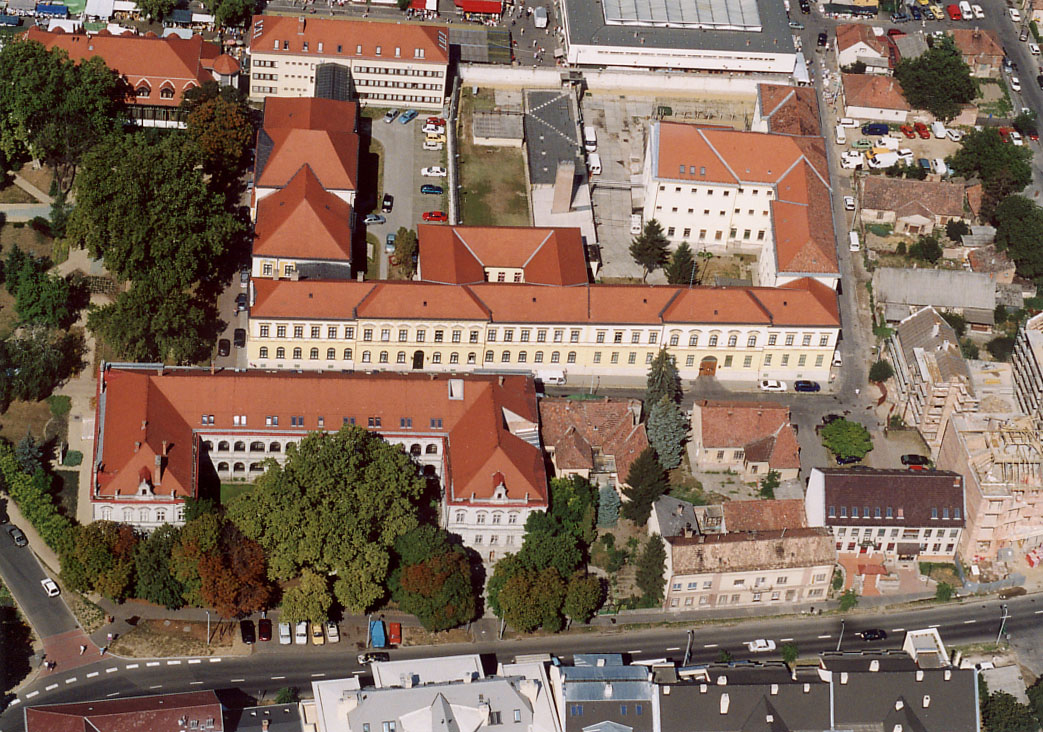
زالائغرشغ